# Cantonul Courbevoie-Sud
Cantonul Courbevoie-Sud este un canton din arondismentul Nanterre, departamentul Hauts-de-Seine, regiunea Île-de-France, Franța.

## Comune
| Comune                      | Populație (1999) | Cod poștal | Cod INSEE |
| --------------------------- | ---------------- | ---------- | --------- |
| Courbevoie, commune entière | 85.054           | 92.400     | 92 026    |